# Libertad (album)
Libertad är det andra studioalbumet av amerikanska supergruppen Velvet Revolver, utgivet den 3 juli 2007. Namnet är spanska och översätts grovt till "frihet". Det var gruppens sista album med Scott Weiland som sångare.
Albumet blev femma på Billboard 200. "She Builds Quick Machines", "The Last Fight" och "Get Out the Door" gavs ut som singlar.

## Låtlista
1. "Let It Roll" - 2:32
2. "She Mine" - 3:24
3. "Get Out the Door" - 3:14
4. "She Builds Quick Machines" - 4:03
5. "The Last Fight" - 4:03
6. "Pills, Demons & Etc." - 2:54
7. "American Man" - 3:56
8. "Mary Mary" - 4:33
9. "Just Sixteen" - 3:58
10. "Can't Get It Out of My Head" - 3:58
11. "For a Brother" - 3:26
12. "Spay" - 3:06
13. "Gravedancer" - 8:42
  - Innehåller det dolda spåret "Don't Drop That Dime"

## Medverkande
- Scott Weiland - sång
- Slash - gitarr
- Dave Kushner - gitarr
- Duff McKagan - bas, sång
- Matt Sorum - trummor, slagverk, sång